# Dumbo Jumbo
Dumbo Jumbo ("Dumbo" Jumbo Jr.) è un elefantino immaginario protagonista di un racconto per bambini e dell'omonimo film del 1941, il 4º classico Disney, che lo ha reso famoso.
Il racconto originale è stato scritto da Helen Aberson e illustrato da Harold Pearl, e pubblicato nel 1939 dalla Roll-a-Book.
Dumbo è uno dei personaggi Disney più apprezzati dalla critica. La rivista inglese Empire lo ha collocato al nono posto della sua lista dei 50 personaggi dei cartoni animati migliori della storia.

## Biografia del personaggio
In Dumbo - L'elefante volante (lungometraggio molto fedele al racconto da cui è tratto, eccezione fatta per qualche aggiunta come la scena degli elefanti rosa o il topo Timoteo che sostituisce il pettirosso Red), l'elefantino appare per la prima volta dopo essere stato portato alla signora Jumbo dalla cicogna. Da principio appare grazioso, ma quando una delle elefantesse del circo prova scherzosamente a solleticargli la proboscide, questi starnutisce all'indietro e così le orecchie gli si gonfiano, quindi diventa lo zimbello delle sue simili e di un gruppo di ragazzini maleducati. Dopo che sua madre viene rinchiusa in una gabbia, il povero Dumbo si sente solo e triste ma per fortuna stringe amicizia con Timoteo che diventerà suo mentore. Durante il numero della piramide di pachidermi, inciampa nelle orecchie e fa cadere tutte le elefantesse e ciò porta Dumbo a diventare un pagliaccio. Quella notte, dopo aver visitato sua madre, beve dello champagne che era caduto in un barile pieno d'acqua e, ubriaco, ha delle allucinazioni che prendono la forma di stravaganti e grotteschi elefanti rosa. La mattina dopo lui e Timoteo si ritrovano su un albero molto alto, trovati da un gruppo di corvi. Timoteo crede che Dumbo possa essere arrivato lassù soltanto volando grazie alle sue orecchie e chiedendo aiuto a Dandy Crow (originariamente Jim Crow) e i suoi fratelli dà a Dumbo una piuma che gli fa credere sia magica in modo che abbia fiducia in sé stesso. La sera successiva si ripete il numero con i clown: durante il volo però Dumbo perde la piuma e Timoteo gli rivela che la piuma magica era solo un pretesto per infondere in lui fiducia, spronandolo a spiegare le sue orecchie. Dumbo allora spicca un bel volo e si prende la rivincita su chi ha riso di lui e l'ha maltrattato (il direttore del circo, le elefantesse e i clown). La signora Jumbo viene infine liberata, Timoteo diventa il nuovo manager di Dumbo, e a lui e a sua madre viene dato un loro vagone privato sul treno del circo Casimiro.

## Caratteristiche
Dumbo viene rappresentato come un piccolo elefantino con occhi azzurri, un collare da circo rosso e giallo e cappello da pagliaccio giallo, e soprattutto due enormi orecchie a sventola. Ha un carattere giocoso, dolce, tenero, adorabile, affettuoso e innocente ed è molto legato a sua madre, la signora Jumbo. Il suo migliore amico è un topolino di nome Timoteo, che ben presto diviene il suo mentore.

## Realizzazione
Il suo animatore è stato Bill Tytla, già autore di alcuni personaggi Disney dall'aspetto mostruoso come Chernabog e Mangiafuoco (Stromboli nel Classico Disney originale) che si cimentava per la prima volta con un personaggio positivo e che doveva avere un aspetto dolce. Dopo due settimane chiuso nella sua stanza, Tytla creò il personaggio, trasportando in un elefante i comportamenti e le espressioni di un bambino umano, prendendo spunto in particolare da suo figlio.
Il nome del personaggio in originale è Jumbo Jr., ma il soprannome gli viene dato da una delle elefantesse sue madrine e deriva dalla parola inglese "dumb" ("stupido", "muto"). Nell'edizione italiana, invece, la madre dà al piccolo il nome di Dumbo Jumbo.
Si tratta dell'unico personaggio disneyano protagonista di un film che porta il suo nome a non dire una parola durante tutto il film; parlerà solamente nella serie televisiva a pupazzi dedicata al film, Dumbo's Circus (inedita in Italia), nella quale diventa un elefantino adolescente.

## Altri media

### Dumbo's Circus
Nella serie televisiva a pupazzi Dumbo's Circus Dumbo è diventato un elefantino adolescente capace di parlare e diviene il capo di un circo tutto suo. I suoi nuovi amici sono il leone Lionel, il gatto Sebastian, la gatta Lilli e tanti altri. Nella serie è doppiato da Katie Leigh.

### Animazione
Come molti altri personaggi Disney, fa delle apparizioni occasionali anche nella serie House of Mouse - Il Topoclub, oltre che nei film Il bianco Natale di Topolino - È festa in casa Disney (2001),  Topolino & i cattivi Disney (2002) e Once Upon a Studio (2023) .
Fa inoltre dei cameo in altre serie e film d'animazione: Il Club di Topolino, Basil l'investigatopo, Chi ha incastrato Roger Rabbit, Bonkers - Gatto combinaguai, Lilo & Stitch, Il re leone 3 - Hakuna Matata e Ralph spacca Internet.

### Remake in live-action
Tim Burton ha diretto Dumbo, il remake in live-action del film, con una sceneggiatura scritta da Ehren Kruger. Si tratta di una re-immaginazione o re-interpretazione della storia, ambientata nel 1919 anziché nel 1941. Il film esplora le vicende dell'elefantino, intrecciandole con la storia di un circo e di un padre con i suoi bambini. Tra i membri del cast figurano gli attori Michael Keaton, Eva Green, Danny DeVito e Colin Farrell. L'uscita del film è avvenuta il 29 marzo 2019 nelle sale americane.

### Fumetti
Dumbo è apparso dal 1941 in più di 200 storie a fumetti in più di 20 paesi in tutto il mondo.

### Videogiochi
Dumbo è apparso nei videogiochi Mickey Mousecapade, La rivincita dei Cattivi, Kinect Disneyland Adventures e due titoli della serie di Kingdom Hearts (Kingdom Hearts e Kingdom Hearts: Chain of Memories).

### Parchi di divertimento
Dumbo compare nelle seguenti attrazioni nei parchi a tema Disney:
- Dumbo The Flying Elephant a Walt Disney World[9], Disneyland,[10] Tokyo Disneyland,[11] Disneyland Park (Parigi) e Hong Kong Disneyland.[12]
- Casey Jr. Circus Train a Disneyland e Disneyland Paris.
- Disney's Electrical Parade, parata
- Fantasmic! , show degli Hollywood Studios nel Walt Disney World Resort in Florida.
- Flights of Fantasy Parade, parata
- Magical, show di fuochi d'artificio

## Accoglienza
L'enorme successo del film fece pensare alla rivista TIME di assegnare al personaggio il riconoscimento di "Mammifero dell'anno" (giocando sul loro premio di "Persona dell'anno" conferito ogni anno), con un'apparizione sulle copertina del numero del 29 dicembre 1941. Tuttavia, l'attacco di Pearl Harbor il 7 dicembre di quell'anno spostò l'attenzione sulla guerra e Dumbo non ricevette né la copertina né il riconoscimento, ma solamente una recensione del film nella sezione dedicata al cinema.

## Interpretazioni
Il successo di Dumbo alla fine della storia è una lezione su come tramutare le difficoltà personali in vantaggio, anche grazie all'aiuto degli amici; come interpretazione ecologica, è stato visto anche come un esito risolutorio di un conflitto tra animali e uomini. È stato inoltre analizzato il suo ruolo da un punto di vista politico.
La popolarità del personaggio è tale da essere stato anche oggetto di disamine scientifiche: ad esempio è stato preso come esempio di abilità speciali per paragonarlo ai bambini autistici:
(Laura Hendrickson, Finding Your Child's Way on the Autism Spectrum, Moody Publishers, 2009)
Inoltre è stato realizzato uno studio teorico sul calore ipoteticamente dissipato durante il suo volo, ed è stato preso come esempio sul comportamento da adottare da parte dei chirurghi.

## Eredità
Dumbo ha ispirato il nome a due animali: il ratto Dumbo, dalle orecchie più grandi del normale, e il genere di polpi Grimpoteuthis, chiamati anche polpi Dumbo, che possiedono grandi protuberanze simili a delle orecchie.
Prendono il nome Dumbo anche missioni aeree di salvataggio in mare e una zona di Brooklyn.